# Arnold Dammann
Arnold Dammann (* 31. März 1948 in Hamburg) ist ein deutscher Theater- und Filmschauspieler.

## Leben
Arnold Dammann war in Hamburg als Theater-Schauspieler tätig. In den 1990er Jahren kamen öfters Rollenangebote für Fernsehserien und Filme, darunter Serien wie Unter uns und Verbotene Liebe.

## Filmografie
- 1980: Tatort – Hände hoch, Herr Trimmel!
- 1982–1993: Schwarz Rot Gold (Fernsehserie, 2 Folgen)
- 1983–1984: Aktenzeichen XY … ungelöst (Fernsehreihe, 2 Folgen)
- 1992: Großstadtrevier (Fernsehserie, zwei Folgen)
- 1992: Gute Zeiten, schlechte Zeiten (Fernsehserie, eine Folge)
- 1993–1999: Die Männer vom K3 (Fernsehserie, 2 Folgen)
- 1995: Verbotene Liebe (Fernsehserie, drei Folgen)
- 1997: Mörderischer wohnen – Der Tod des letzten Mieters
- 1997: Stubbe – Von Fall zu Fall – Stubbe und die Killer
- 1997–2000: Unter uns (Fernsehserie, Hauptdarsteller)
- 2000: Die Wache – Zeuge unter Verdacht
- 2000: Ich beiß zurück
- 2000–2004: Im Namen des Gesetzes (Fernsehserie, 2 Folgen)
- 2001: Der Solist – Niemandsland
- 2003: Stubbe – Von Fall zu Fall – Auf Liebe und Tod
- 2003: Das Problem ist meine Frau
- 2004: Erbin mit Herz
- 2007: Alarm für Cobra 11 – Die Autobahnpolizei (Fernsehserie, eine Folge)